# Tottieska huset

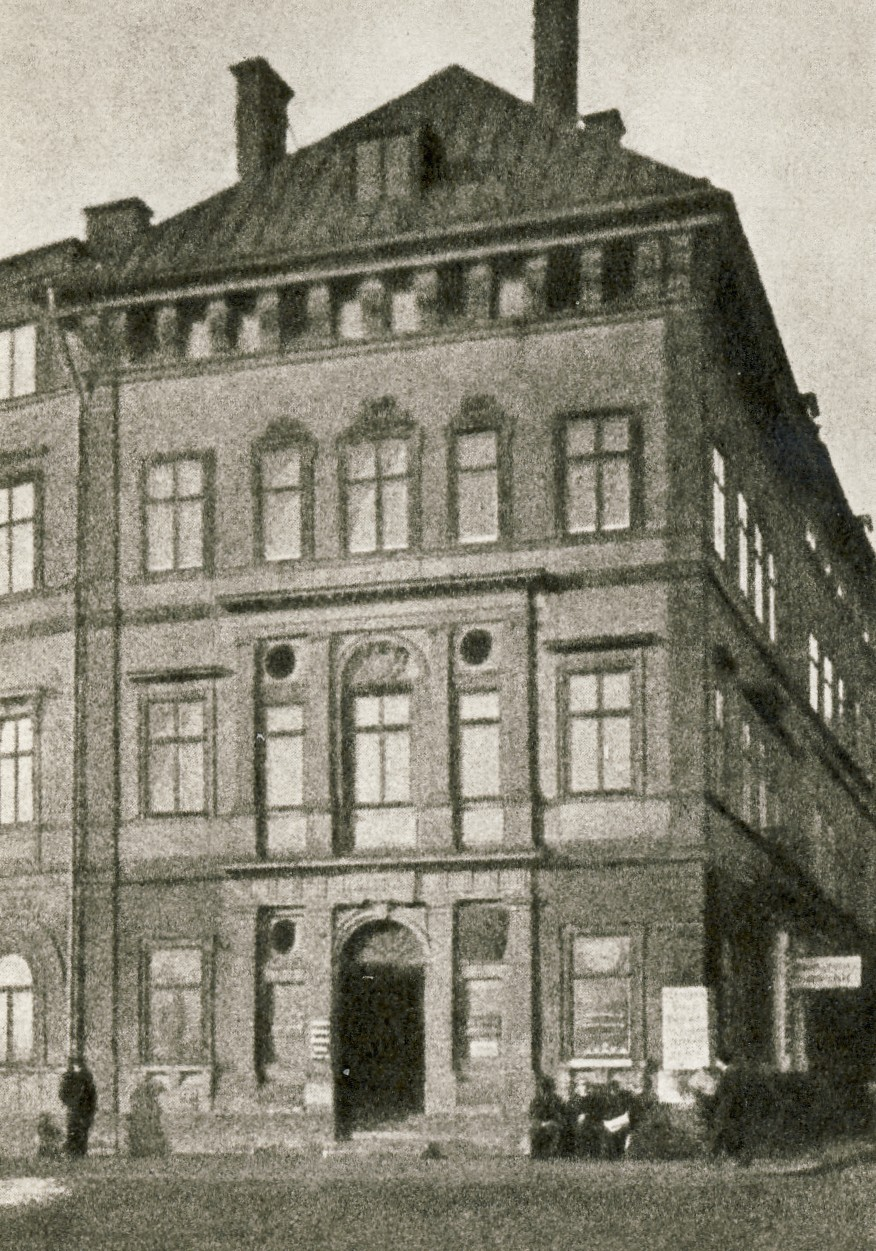
Tottieska huset före 1901

Tottieska huset, även Tessinska huset, var en byggnad i kvarteret Baccus vid Skeppsbron 20 i Stockholm. Byggnaden revs 1901.

## Historik
Huset ritades ursprungligen av Nicodemus Tessin d.ä. som sitt eget palats och uppfördes 1674. På 1770-talet och senare var köpmannafamiljen Tottie genom Anders Tottie (1739–1816) ägare till fastigheten. Tottie hade tillsammans med köpmannafamiljen Arfwedson genom Carl Kristoffer Arfwedson (1735–1826) handelshuset Tottie & Arfwedson i byggnaden. Det var då Sveriges största handelshus. Genom ingifte var Tottie dessutom förbunden med släkten Hebbe och Küsel, som tillhörde den så kallade Skeppsbroadeln. 
År 1901 revs huset för att bereda plats för Brandstodsbolagets hus som ritades av Isak Gustav Clason. Vid gestaltningen av det nya huset hade Clason Tessins formspråk som förebild. Det nya huset blev dock högre och utan samma harmoniska proportioner som sin förebild.
Rivningen av Tessins palats har kallats "vandalism" av författarna för "Boken om Gamla stan" och årtalet 1901 för "Skeppsbrons olycksår". Samma år revs även Skeppsbron 8.